# Norwegisches Rotes Kreuz

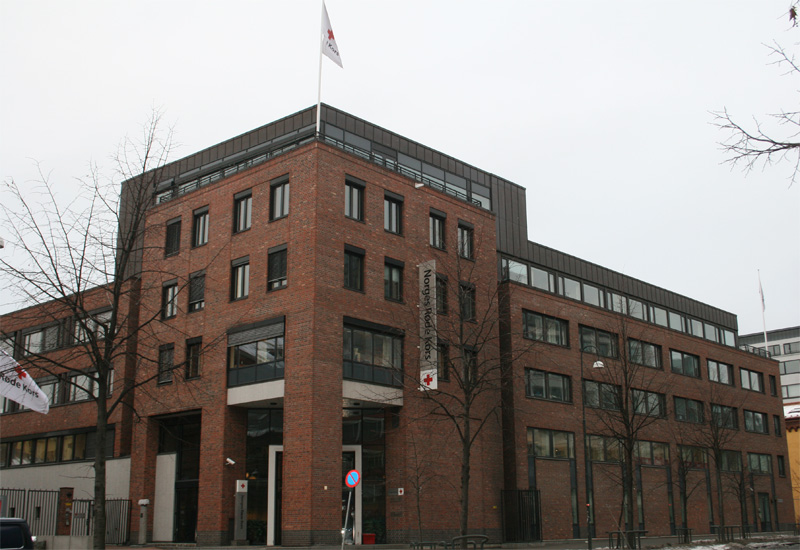
Der Hauptsitz des Norwegischen Roten Kreuzes in Oslo

Das Norwegische Rote Kreuz, norwegisch Norges Røde Kors, ist eine vorwiegend auf der Tätigkeit von Freiwilligen basierende Hilfsorganisation, die als nationale Rotkreuz-Gesellschaft Norwegens ein Teil der Internationalen Rotkreuz- und Rothalbmond-Bewegung ist. Es wurde am 22. September 1865 unter dem Namen Foreningen for Pleje av syke og saarede i Feldt og for Understøtelse av Saarede og Faldnes Efterladte (dt. Gesellschaft für die Versorgung der Kranken und Verwundeten im Krieg und für die Unterstützung der Verwundeten und der Familien der Gefallenen) von Frederik Stang, dem damaligen Ministerpräsidenten des Landes, gegründet. Die Organisation, die im Jahr 1907 vom norwegischen Verteidigungsministerium als nationale Hilfsgesellschaft im Sinne der Genfer Konventionen anerkannt wurde, zählt damit zu den ältesten Rotkreuz-Gesellschaften weltweit.

## Organisation
Das Norwegische Rote Kreuz gliedert sich in 446 lokale Abteilungen und 19 regionale Büros. Der Hauptsitz der Organisation befindet sich in Oslo. Das höchste Organ ist die Generalversammlung, die alle drei Jahre zusammentritt. Die Geschäfte führt der gegenwärtig aus 13 Mitgliedern bestehende Vorstand, dem Vertreter der verschiedenen Bereiche sowie ein Vertreter der hauptamtlichen Mitarbeiter angehören. Präsident ist seit 2020 Thor Inge Sveinsvoll.
Das Budget für humanitäre Arbeit betrug im Jahr 2010 1,27 Mrd. Kronen (knapp 172 Millionen Euro).
Die Zahl der hauptamtlichen Mitarbeiter betrug (im Jahr 2000) etwa 430. Das Norwegische Rote Kreuz kann sich auf 133.000 Mitglieder stützen und koordiniert den Einsatz von 40.000 Ehrenamtlichen (2012). Rund 2.000 Mitglieder sind im Norwegischen Jugendrotkreuz aktiv.

## Aktivitäten
Es verfügt landesweit über vier Rotkreuzzentren für gesellschaftliche Aktivitäten sowie ein Zentrallager zur Katastrophenvorsorge. Darüber hinaus betreibt es rund 210 Ambulanzen und 325 Einheiten des Suchdienstes. Es ist auf nationaler Ebene insbesondere in den Bereichen Katastrophenschutz, Rettungsdienst, Blutspendewesen, Verbreitung des humanitären Völkerrechts sowie der Breitenausbildung in Erster Hilfe tätig. Weitere Aufgabenfelder sind die psychologische Betreuung im Bereich der Krisenintervention, ein Besuchs- und Betreuungsdienst für alte, kranke und hilfsbedürftige Menschen und Gefangene sowie soziale Programme zur Integration von Flüchtlingen und Migranten und zur Betreuung von Kindern und Jugendlichen. Die Organisation setzt sich darüber hinaus mit verschiedenen Kampagnen gegen Vorurteile, Rassismus und Gewalt ein und organisiert nächtliche Streifendienste zur Gewalt- und Verbrechensprävention.
Im internationalen Bereich zählt die Organisation zu den aktivsten nationalen Rotkreuz-Gesellschaften weltweit. Es kooperiert in vielfältiger Form mit dem Internationalen Komitee vom Roten Kreuz (IKRK) sowie der Internationalen Föderation der Rotkreuz- und Rothalbmond-Gesellschaften und ist in rund 60 Ländern mit Hilfsprogrammen aktiv. Die Gesamtausgaben für internationale Aktivitäten betrugen im Jahr 2000 rund 71 Millionen Schweizer Franken, von denen rund 40 Millionen Schweizer Franken auf die Zusammenarbeit mit dem IKRK und rund 22 Millionen Schweizer Franken auf Kooperationen mit der Föderation entfielen. Etwa neun Millionen Schweizer Franken flossen in bilaterale Hilfsprojekte. Schwerpunkte der Arbeit des Norwegischen Roten Kreuzes im Ausland sind der Aufbau und die Unterstützung von anderen nationalen Rotkreuz- und Rothalbmond-Gesellschaften, die Katastrophenhilfe und -vorsorge sowie Programme zur Prävention der Immunschwächekrankheit Aids sowie zur Betreuung von AIDS-Patienten und HIV-infizierten Menschen.
Die nördlichste Einsatzgruppe befindet sich in Longyearbyen auf Spitzbergen und übernimmt auf dem Inselarchipel mit rund 50 Freiwilligen den Such- und Rettungsdienst. Die Einsatzgruppe wird durch stationierte Polizei und den Hubschrauber des Sysselmesters verstärkt.